# Колдубов, Михаил Ильич
Михаи́л Ильи́ч Колду́бов (8 ноября 1898 — 10 января 1967) — советский военачальник, Герой Советского Союза (29.06.1945). Гвардии генерал-майор (09.10.1943). В Великую Отечественную войну — командир 128-й гвардейской горнострелковой дивизии.

## Биография
Михаил Ильич Колдубов родился 8 ноября 1898 года в деревне Ойраны, ныне Вилейского района Минской области в семье крестьянина. Русский. Окончил Виленское высшее городское училище.
В августе 1915 года, во время «Великого отступления» русских войск в Первой мировой войне семья Колдубовых была эвакуирована в город Чембар Пензенской губернии. Там он был мобилизован в рабочую команду для строительства оборонительных рубежей, в составе которой строил укрепления на Западном фронте под Молодечно. В июне 1916 года был призван в Русскую императорскую армию, направлен в 247-й пехотный запасной полк, в котором в начале 1917 года окончил учебную команду. В чине старшего унтер-офицера воевал в роте связи 2-й Сибирской стрелковой дивизии, командовал взводом в этой роте. После Великой Октябрьской социалистической революции в октябре 1917 года был демобилизован.
Приехал в Пензу, где работал электромонтёром на электростанции.
В марте 1918 года был призван в Красную Армию. Участвовал в Гражданской войне. Сначала был командиром взвода в 1-й пехотной советской школе, затем начальником связи 2-го Московского полка, с августа 1918 — помощником начальника и начальником связи 2-го Петроградского полка. Воевал на Восточном, Южном, Кавказском фронтах.
В 1921 году воевал против многочисленных банд в Донской области. При этом в августе 1921 года попался в плен к банде Маслова под хутором Мокрый, и был в плену 5 суток. С конца 1921 года — начальник связи 2-й Донской дивизии.
После гражданской войны ещё несколько лет служил на этой должности. С мая 1925 года — помощник начальника штаба полка и врид командира батальона в 10-м полку связи Московского военного округа. С марта 1933 года — командир-комиссар отдельного батальона связи 49-й стрелковой дивизии в Московском и Ленинградском военных округах, затем начальник 3-й части штаба этой дивизии. В 1935 году окончил курсы усовершенствования командного состава. С июня 1938 года — преподаватель связи в Оренбургском училище зенитной артиллерии.
Однако в июле 1938 года был арестован и находился под следствием в органах НКВД СССР, тогда же уволен из РККА. Был освобождён и восстановлен в РККА только в декабре 1939 года. Назначен старшим преподавателем связи Грозненского пехотного училища.
В начале Великой Отечественной войны подполковник М. Колдубов оставался в той же должности. В апреле 1942 года назначен начальником 1-го (оперативного) отдела штаба 73-й стрелковой дивизии 24-й армии Южного фронта, в июне стал начальником штаба этой дивизии (всё это время армия и дивизия находились в стадии формирования). В сентябре 1942 года назначен начальником штаба объединённых партизанских отрядов Краснодарского края и принимал участие в битве за Кавказ.
С января 1943 года — заместитель начальника штаба 37-й армии, затем — начальник штаба 389-й стрелковой дивизии (11-й стрелковый корпус, 37-я армия). Участвовал в Северо-Кавказской и Краснодарской наступательных операций.
С августа 1943 года по сентябрь 1943 года — начальник штаба 11-го стрелкового корпуса 9-й армии Северо-Кавказского фронта.
С 25 сентября 1943 года до завершения войны — командир 83-й Туркестанской горно-стрелковой дивизии (преобразованной 9.10.1943 года в 128-ю гвардейскую горнострелковую дивизию) 3-го горнострелкового корпуса 56-й армии Северо-Кавказского фронта. Дивизия под его командованием отличилась в Новороссийско-Таманской наступательной операции, за что получила гвардейское наименование. В январе 1944 года дивизия была переправлена на Керченский плацдарм и подчинена Отдельной Приморской армии. С 11 по 17 марта 1944 года временно исполнял должность командира 3-го горнострелкового корпуса, затем продолжил командовать дивизией. Участвовал в Крымской наступательной операции в апреле-мае 1944 года. Летом 1944 года дивизию перебросили на 4-й Украинский фронт, где она участвовала в Восточно-Карпатской и в Западно-Карпатской наступательных операциях.
Командир 128-й гвардейской горнострелковой дивизии (3-й горнострелковый корпус, 60-я армия, 4-й Украинский фронт) гвардии генерал-майор Колдубов отличился в Моравско-Остравской наступательной операции. Его дивизия, ведя активные боевые действия на оломоуцком направлении (с 10.3.1945 по 5.5.1945), сыграла решающую роль в освобождении крупных промышленных центров Чехословакии. Ею были форсированы реки Ольша, Одер, Морава, преодолены несколько хребтов Карпатских гор.
Указом Президиума Верховного Совета СССР от 29 июня 1945 года «за образцовое выполнение боевых зданий Командования на фронте борьбы с немецкими захватчиками и проявленные при этом отвагу и геройство» гвардии генерал-майору Михаилу Ильичу Колдубову присвоено звание Героя Советского Союза с вручением ордена Ленина и медали «Золотая Звезда».
После войны гвардии генерал-майор М. Колдубов продолжал командовать дивизией до октября 1947 года, с конца 1945 года дивизия дислоцировалась в Прикарпатском военном округе. В ноябре 1948 года окончил курсы усовершенствования командиров стрелковых дивизий при Военной академии имени М. В. Фрунзе. С января 1949 года командовал 16-й отдельной стрелковой бригадой Южно-Уральского военного округа, с ноября 1950 — исполняющий обязанности заместителя командира 5-го гвардейского стрелкового корпуса. С апреля 1955 года проходил службу в 10-м управлении Генерального штаба Вооружённых сил СССР. В марте 1956 года по состоянию здоровья уволен в отставку. Вёл военно-патриотическую работу.
Умер в 1967 году. Похоронен на старом оренбургском кладбище по улице Монтажников, на могиле установлен бюст.

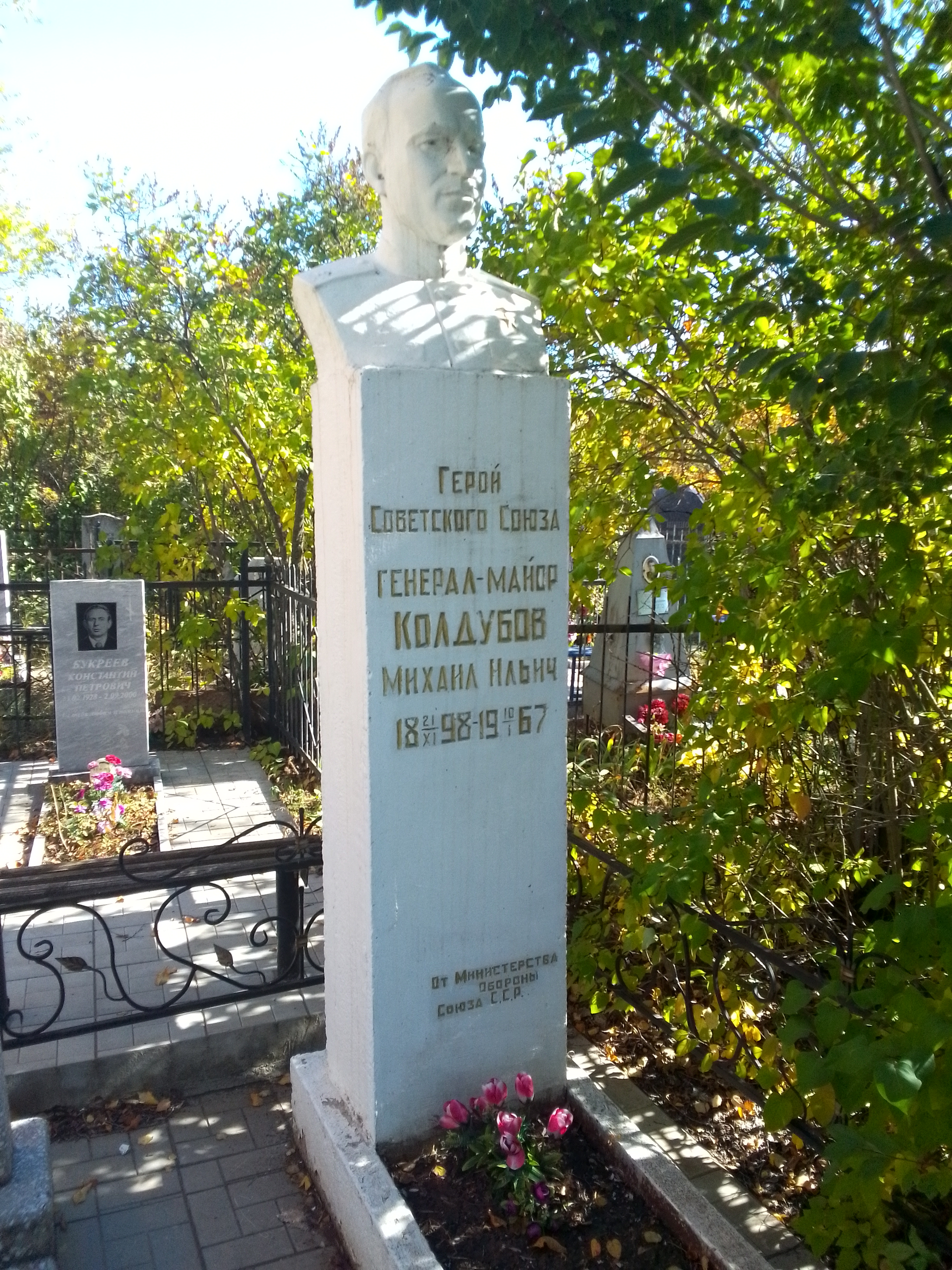
Надгробный памятник над могилой М. И. Колдубова.

## Награды
- Герой Советского Союза (29.06.1945, медаль «Золотая Звезда» № 4235)[8];
- два ордена Ленина (21.02.1945[9], 29.06.1945[8]);
- четыре ордена Красного Знамени (2.04.1943[10], 3.11.1944[11], 22.02.1945[12], 15.11.1950[13]);
- орден Суворова II степени (16.05.1944)[14];
- орден Кутузова II степени (25.10.1943)[15][16];
- орден Отечественной войны I степени (28.05.1945)[17];
- медаль «За оборону Кавказа»[18];
- медаль «За победу над Германией в Великой Отечественной войне 1941—1945 гг.» (9.05.1945)[18];
- ряд юбилейных медалей

Иностранные награды:
- Орден Белого льва «За победу» 2-й степени (ЧССР)[19]